# Placide Cappeau

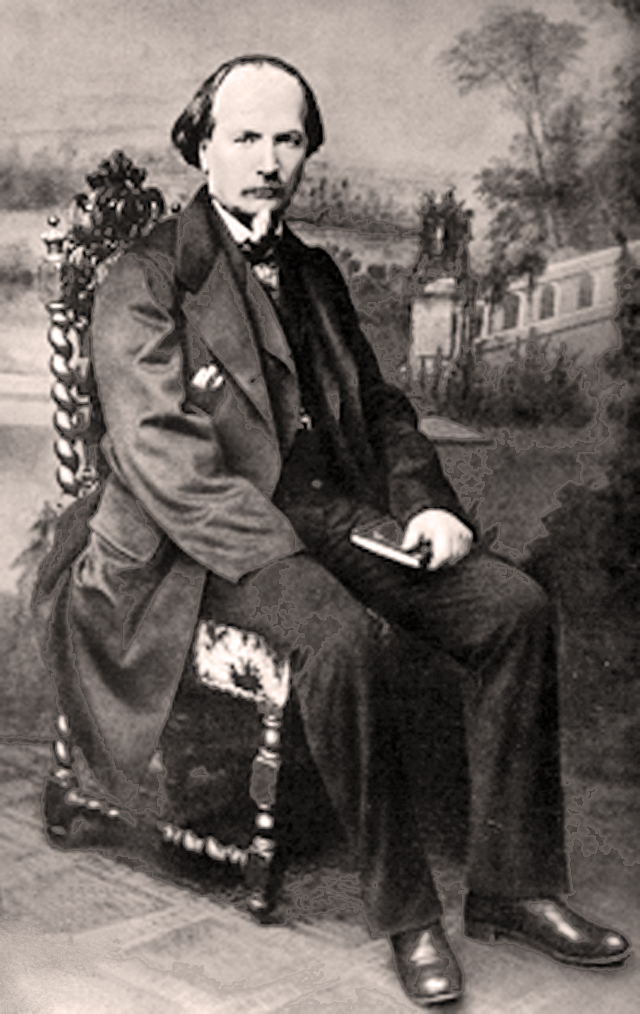
Placide Cappeau

Placide Cappeau (25 de octubre de 1808 – 8 de agosto de 1877) fue un poeta francés y autor del conocido poema "Minuit, chrétiens" ("Santa La Noche") (1847), musicalizado por Adolphe Adam.

## Biografía
Nació el 25 de octubre de 1808 a las 8 p. m. en Roquemaure (Gard). Fue el hijo de Mathieu Cappeau, un tonelero, y Agathe Louise Martinet. Desde el principio, estuvo destinado a seguir a su padre en el negocio familiar (vinificación y tonelería); pero después de un accidente, regresó a la vida de estudiante. El accidente ocurrió cuándo tenía ocho años, mientras "jugaba" con su amigo Brignon. El joven Brignon manipulaba una pistola y disparó a Cappeau en la mano. Esto llevó al joven Cappeau a tener que experimentar la amputación de su mano. Gracias al apoyo financiero del Señor Brignon quien proveyó la mitad de la matrícula, Placide Cappeau fue capaz de asistir a una escuela de la ciudad y fue aceptado en el Collège Real d'Avignon. Mientras estuvo allí, a pesar de su incapacidad, le fue otorgado el primer premio por dibujar en 1825.
Después de estudiar en Nîmes, donde recibió un baccalauréat littéraire (Un nivel en literatura),  estudió leyes en París y fue premiado con una licencia para practicar leyes en 1831.
Siguiendo los pasos de su padre, hasta cierto punto, se convirtió en un mercader de vinos y licores. Aun así, su enfoque en la vida era la literatura.
Según Placide,  escribió el poema "Minuit Chrétien" (Santa La Noche) en un carruaje rumbo a París, entre Mâcon y Dijon. Lo más probable, es que este famoso villancico fuese escrito por Cappeau de la manera habitual. Adolphe Adam llamó su tonada "la Marseillaise religieuse" (La Marsella religiosa), reflejando lo republicano y anticlerical (secular), e incluso los puntos de vista socialistas de Cappeau, los cuales reflejan el espíritu del poema original.
Otros escritos incluyen Le château de Roquemaure, el cual fue publicado en 1876, Le roi de la fève, La poésie, Le papillon y La rose.
Fue amigo de algunos de los grandes escritores del Félibrige como Frédéric Mistral, Joseph Roumanille, Alphonse Daudet. Conoció a Alphonse de Lamartine también.
Murió el 8 de agosto de 1877 en Roquemaure, a la edad de 69 años.